# Дубиоза колектив
„Ду̀биоза ко̀лектив“ (на босненски: Dubioza kolektiv) е музикална група от Босна и Херцеговина.
Създадена е в Сараево през 2003 година. Музиката им е смесица от рок, ска, дъб и реге. Текстовете им са на тема мир, разбирателство, толерантност, критика срещу бюрокрацията, разразилия се национализъм по време на войната в Югославия и други.

## История
През 2003 година бившите членове на групата Глухо Доба / Against Def Age, Алан Хайдук, Адиса Звекич и Алмир Хасанбегович заедно с Адис Звекич от Зеница и група Орнаменти (Брано Якубович и Ведран Муягич) формират Dubioza Kolektiv. По-късно към Дубиоза се присъединяват китаристът Армин Бушатлич, барабанистът Сенад Шута и перкусионистът Орхан Оха Масло. Първият им албум, който излиза през април 2004 година, е наречен просто Dubioza Kolektiv. Вторият им албум, наречен Open Wide, е пуснат на пазара същата година през месец декември. Той е записан заедно с Бенджамин Запания и Муш Хан от пакистано-британската група Fun-Da-Mental. През юни 2006 година е обявен следващият им албум Dubnamite, с десет песни, записани в периода 2005 – 2006 година. Гости при записването са групата Defence от Тузл, както и френската певица Никол Санте. Първият им албум с песни записани на босненски е Firma Illegal, издаден през 2008 година. 5 Do 12 излиза през април 2010 година и е свободен за теглене от официалния им сайт, а през 2011 година е издаден албумът Wild Wild East, който е отличен с награда на MTV.

## Дискография

### Албуми
- Dubioza Kolektivv (2004)
- Open Wide (2004)
- Dubnamite (2006)
- Firma Ilegal (2008)
- 5 Do 12 (2010)
- Wild Wild East (2011)
- Apsurdistan (2013)
- Happy Machine (2016)
- #fakenews (2020)
- Agrikultura (2022)

### Видеоклипове
- „Bring The System Down“ – 2004
- „Be Highirly“ – 2004
- „Bosnian Rastafaria“ – 2005
- „Ово је затвор“ – 2005
- „Receive(На живо)“ – 2006
- „Triple Head Monster“ – 2007
- „Сви у штрајк“ – 2007
- „Шути и трпи“ – 2008
- „Walter“ – 2010

## Фестивали
Групата е участвала на Sziget, Унгария (2005), Socha Reggae Riversplash, Словения (2005), Exit, Сърбия (2005/2009), Eurosonic, Нидерландия (2005), Topvar Rock, Словакия (2005/2006), Barevná planeta, Чехия (2005), Rototom, Италия (2006), Colors of Ostrava, Чехия (2006), Green Valley, Австрия (2006), Barbakan, Словакия (2007), Taksirat, Северна Македония (2007 и 2010), Bruis Maastricht, Нидерландия (2008), Бирен Фестивал Македония (2009), Pohoda, Словакия (2010), както и много други изяви в Босна, Словения, Сърбия, Хърватия, включително и България.